# A. E. Bizottság
A. E. Bizottság é uma banda húngara de art punk e new wave, criada nos anos 80. O nome da banda advém do "Albert Einstein Comittee".

## Discografia
- Jegkrembalett